# Spencer (Indiana)
Spencer és una població dels Estats Units a l'estat d'Indiana. Segons el cens del 2000 tenia 2.508 habitants.

## Demografia
Segons el cens del 2000, Spencer tenia 2.508 habitants, 1.090 habitatges, i 659 famílies. La densitat de població era de 768,5 habitants/km².
Dels 1.090 habitatges en un 27,2% hi vivien nens de menys de 18 anys, en un 45,1% hi vivien parelles casades, en un 12,8% dones solteres, i en un 39,5% no eren unitats familiars. En el 35% dels habitatges hi vivien persones soles el 18,5% de les quals corresponia a persones de 65 anys o més que vivien soles. El nombre mitjà de persones vivint en cada habitatge era de 2,23 i el nombre mitjà de persones que vivien en cada família era de 2,88.
Per edats la població es repartia de la següent manera: un 23% tenia menys de 18 anys, un 10,1% entre 18 i 24, un 26,7% entre 25 i 44, un 20,3% de 45 a 60 i un 20% 65 anys o més.
L'edat mediana era de 39 anys. Per cada 100 dones de 18 o més anys hi havia 81,9 homes.
La renda mediana per habitatge era de 28.664 $ i la renda mediana per família de 36.921 $. Els homes tenien una renda mediana de 29.679 $ mentre que les dones 21.531 $. La renda per capita de la població era de 15.843 $. Entorn del 8,4% de les famílies i el 9,5% de la població estaven per davall del llindar de pobresa.

## Poblacions més properes
El següent diagrama mostra les poblacions més properes.